# Rocco Torricelli
Rocco Torricelli (Lugano, 17 agosto 1744 – Lugano, 28 luglio 1832) è stato un pittore svizzero-italiano.

## Biografia
Appartenente ad un'antica famiglia patrizia di Lugano originaria di Torricella, figlio di Francesco Antonio, fu apprendista nella bottega dello zio Giuseppe Antonio, insieme al fratello Antonio Maria.
Nel 1785 i due fratelli lavorarono alla facciata della chiesa di Sant'Antonio abate a Casale Monferrato; dal 1786 al 1790 realizzarono la decorazione pittorica nella Sala dei Paesaggi, nella Sala delle stampe o del finto legno, di Palazzo Grosso a Riva presso Chieri, commissionata dalla contessa Faustina Mazzetti di Montalero.
Successivamente i fratelli lavorarono presso diverse residenze nobiliari, decorando le sale di alcune ville e del Castello di Rivoli.